# Kristian Prestrud
Kristian Prestrud (1881 – 1927) è stato un militare ed esploratore norvegese, ha partecipato alla spedizione Amundsen del 1910/1912.
Imbarcatosi con Roald Amundsen sulla Fram in una spedizione ufficialmente diretta al Polo Nord, alla vigilia della partenza Prestrud viene informato da Amundsen che il reale scopo della missione è di anticipare Scott nella corsa al Polo. È un'attestazione di grande fiducia da parte di Amundsen, dato che il resto dell'equipaggio verrà a conoscenza della vera destinazione soltanto durante una sosta a Madera, parecchie settimane dopo.
Durante l'inverno trascorso nel rifugio Framheim a baia delle Balene in Antartide, Prestrud aiuta Hjalmar Johansen a compiere diverse osservazioni scientifiche.
Prestrud viene inizialmente selezionato per far parte del gruppo diretto al Polo Sud e lascia baia delle Balene l'8 settembre 1911, ma un peggioramento delle condizioni meteorologiche fa decidere ad Amundsen di raggiungere il deposito posto a 80° sud e di far poi ritorno a Framheim. A causa di una scarsa organizzazione il gruppo si divide: Prestrud soffre di un principio di congelamento e soltanto grazie all'aiuto di Johansen riesce a raggiungere il campo base, sei ore dopo gli altri e seguendo i latrati dei cani dato che la zona era immersa nell'oscurità e nella nebbia.
Il giorno seguente Amundsen è criticato ferocemente da Johansen, in forza di ciò riorganizza il team diretto al Polo Sud riducendolo a soli cinque uomini. Johansen, Prestrud e Stubberud sono assegnati ad un'esplorazione secondaria nella terra di re Edward VII. Per umiliare ulteriormente Johansen, esploratore di grande esperienza, a capo di gruppo viene posto il giovane Prestrud. 
Il memoriale eretto da Prestrud nello Scott Nunatak, montagne della regina Alexandra (77°11′S 154°32′W) il 3 dicembre 1911 è oggi uno dei luoghi storici dell'Antartide.